# جيف كوتر
جيف كوتر (بالإنجليزية: Geoffrey David Cotter)‏ هو مجدف نيوزيلندي، ولد في 4 أكتوبر 1966 في Taihape ‏ في نيوزيلندا.

## وصلات خارجية
- جيف كوتر على موقع الاتحاد الدولي للتجديف (الإنجليزية)
- جيف كوتر على موقع أوليمبيديا (الإنجليزية)